# فضل حق خير آبادي
فضل حق خير آبادي  (1797– 20 أغسطس 1861) أحد الشخصيات الرئيسية في التمرد الهندي في عام 1857. العلامة المجاهد كان فيلسوفًا ومؤلفًا وشاعرًا وعالمًا دينيًا، لكنه يُذكر كثيرًا بإصداره فتوى مؤيدة الجهاد ضد «الإنجليزي» في عام 1857. الذي عُرف بنضاله ضد الاحتلال البريطاني، وأصدر فتوى وجوب الجهاد ضد الحكومة البريطانية المحتلة.

## حياته
بينما كان خيرابادي يعمل قاضياً وبعد فترة قصيرة من فشل التمرد الهندي في عام 1857، كان مغطى بالعفو وتم اعتقاله من قبل السلطات البريطانية في 30 يناير 1859 في خيراباد. تمت محاكمته وأدين بتشجيع القتل وأخذ دور قيادي في التمرد. لقد اختار أن يكون محاميه الخاص ودافع عن نفسه. كانت حججه والطريقة التي دافع بها عن قضيته مقنعة إلى درجة أن القاضي الذي كان يترأس المحكمة كان يكتب حكمه، وبرأه، عندما اعترف بإعطاء الفتوى معلناً أنه لا يستطيع الكذب. حُكم عليه بالسجن مدى الحياة في سجن كالاباني (سجن انفرادي) في جزيرة أندامان بمصادرة ممتلكاته من قبل المفوض القضائي في محكمة عوض. وصل إلى أندامان في 8 أكتوبر 1859 على متن سفينة الفرقاطة البخارية «ملكة النار».
إلى جانب كونه باحثًا في الدراسات الإسلامية، كان أيضًا شخصية أدبية، خاصةً من الأدب الأردية والعربية والفارسية. أكثر من 4,00 مقاطع باللغة العربية تُنسب إليه. حرر أول ديوان لميرزا غالب بناءً على طلبه.
كان لديه ذاكرة هائلة وحفظ القرآن في ما يزيد قليلا عن 4 أشهر. وقد أكمل المنهج في الدراسات العربية والفارسية والدينية في سن الثالثة عشرة.
بسبب معرفته العميقة وسبر معرفته، فقد تم تسميته بعلامة وتم تكريمه لاحقًا بأنه صوفي عظيم. ومنح أيضًا لقب الإمام حكمت وكلام (إمام المنطق والفلسفة والأدب). كان يعتبر السلطة النهائية في إصدار الفتاوى أو الأحكام الدينية.
كان يتمتع بحضور كبير للعقل وكان بارعًا جدًا. هناك العديد من القصص حول شريكه مع ميرزا غالب وغيره من الشعراء والكتاب والمفكرين البارزين المعاصرين. أسس هو وابنه عبد الحق خيرابادي مدرسة «خيراباد» في شمال الهند، حيث تلقى العديد من العلماء تعليمهم. وقد كتب كتاب «رسالة سوراتول الهندية» باللغة العربية.

## حياته الشخصية
أحد أبنائه. كان عبد الحق أيضًا باحثًا رائدًا ومحترمًا وحصل على لقب شمس العلماء. كان أحفاده من كبار الشعراء في شبه القارة الهندية التي تضم حفيد مزار خيرابادي، حفيده الكبير جان نزار أختار، وحفيد حفيده الأكبر جاويد أختار. ومن نسله زويا أختار وفرحان أختار - أبناء جافيد أكثار.

## وفاته
توفي فضل حق خير آبادي في 20 أغسطس 1861 أثناء وجوده في المنفى في جزر أندمان